# 张士一
张士一（1886年4月6日—1969年4月2日），名谔，谱名德谔，字士一，以字行，男，江苏吴江人，中国英语语言学家、太极拳家，南京师范学院外语系原系主任，教授。

## 家族
父亲张嘉荣。堂兄张德驺。